# Imakane
Imakane (今金町, Imakane-chō) és una vila i municipi de la subprefectura de Hiyama, a Hokkaido, Japó.

## Geografia
Imakane està situat al sud de Hokkaido, al districte de Setana, a la subprefectura de Hiyama. La vila es troba al recorregut de la nacional 230. El principal símbol del municipi i lloc de reunió dels vilatans és "De Molen", un molí de vent al centre urbà de la vila.
El terme municipal d'Imakane limita amb els de Yakumo (Oshima) al sud, Setana a l'oest, Oshamanbe (Oshima), a l'est i Shimamaki (Shiribeshi), al nord. El municipi no fa costa amb la mar.

## Història
Imakane, aleshores coneguda com a Hanaishi, fou fundada durant l'era Kan'ei entre 1624 i 1643 després que es descobrira al riu Shiribetsu or, argent i manganèsi. Se sap que part de l'or extret a la zona va ser destinat a la construcció del santuari xintoista de Nikkō Tōshō-gū, dedicat a Tokugawa Ieyasu, a Nikko, prefectura de Tochigi.
El 1877 també es trobà àgata a la zona. L'activitat minera va ser encetada per Kanzaemon Oshima. Durant l'era Meiji la qüantitat de persones que arribaren a la zona per a buscar minerals va augmentar de forma considerable.
La zona es va establir com a municipi amb el nom de Toshibetsu fruit d'una escissió del municipi veí de Setana el 1897. El municipi fou fundat per un grup de 15 famílies que ja s'havien instal·lat cinc anys abans, construint cases, carrers, una estació de policia i un saló municipal.
El 1947 Toshibetsu passa a anomenar-se formalment Imakane, alhora que el municipi assolia la categoria de vila. El nom d'Imakane està inspirat en els llinatges dels primers pioners: Imamura (今村) i Kanamori (金森). L'1 d'octubre de 1967, Imakane passà a ser una vila de ple dret. El 15 de juliol de 1997 la vila celebrà el seu 100 aniversari d'autogovern municipal.

## Transport

### Ferrocarril
En l'actualitat no hi ha cap servici de ferrocarril a la vila. Tot i això, fins a l'any 1987, abans de la creació de la Companyia de Ferrocarrils de Hokkaido (JR Hokkaido), la línia Setana dels Ferrocarrils Nacionals Japonesos passava pel municipi i feia parada a l'estació d'aquest.

### Carretera
- Nacional 230
- Prefectural 232
- Prefectural 263
- Prefectural 677
- Prefectural 686
- Prefectural 793
- Prefectural 810
- Prefectural 836
- Prefectural 878
- Prefectural 936
- Prefectural 999